# Nesticus mimus
Nesticus mimus là một loài nhện trong họ Nesticidae.
Loài này thuộc chi Nesticus. Nesticus mimus được Willis J. Gertsch miêu tả năm 1984.